# Hate That I Love You
Singles par Rihanna
Shut Up and Drive
(2007) Don't Stop the Music
(2007)
Singles par Ne-Yo
Can We Chill
(2007) Go On Girl
(2007)
Pistes de Good Girl Gone Bad
Shut Up and Drive Say It
La chanson Hate That I Love You (traduction : Je déteste t'aimer autant) fait partie de l'album Good Girl Gone Bad (2007) de Rihanna.
Rihanna chante en duo avec Ne-Yo sur cette ballade RnB. Elle a aussi enregistré une version avec le chanteur espagnol David Bisbal, Odio amarte tanto, et une autre avec le chanteur de Hong Kong, Hins Zhang (Zhang Jin Xuan).
La chanson a été écrite en 2007 et produite par Stargate. Elle a été nommée en tant que meilleure chanson de r&b et meilleure chanson en duo aux cinquantièmes Grammy Awards. Elle s'est classée 7e dans le Billboard Hot 100 et a été numéro un au Brésil et s'est vendu à environ à 3,5 millions d'exemplaires dans le monde.

## Vidéo musicale
Le clip de « Hate That I Love You » a été filmé en août 2007 à Los Angeles, Californie et réalisé par Anthony Mandler, qui a également réalisé les clips des singles de Rihanna « Unfaithful » et « Shut Up and Drive ». Des photos de la production montrant Rihanna portant un soutien-gorge couleur crème et une jupe grise ont fuité le même jour. La vidéo a été diffusée pour la première fois le 24 septembre 2007, et est sorti numériquement le 27 septembre 2007 sur iTunes.
La scène d'ouverture de la vidéo montre le lever du soleil et Rihanna se réveillant. Pendant ce temps, Ne-Yo marche dans la rue, portant un chapeau qui cache la majeure partie de son visage. Rihanna est dans sa chambre ; elle s'ennuie et se demande quels vêtements porter, et elle trouve un collier en or. Au début de la chanson, Rihanna est allongée dans son lit et chante, tandis que Ne-Yo continue de marcher dans la rue, s'approche de l'hôtel et regarde prudemment autour de lui avant d'y entrer. Pendant ce temps, Rihanna s'habille, quitte la chambre et traverse le couloir de l'hôtel. Ne-Yo monte dans un ascenseur jusqu'à l'étage de la chambre de Rihanna. Alors que Rihanna attend près de l'ascenseur, celui-ci s'ouvre. Ne-Yo et Rihanna se rencontrent et se sourient tandis que Rihanna entre dans l'ascenseur et que Ne-Yo en sort. Il est alors révélé que Rihanna et Ne-Yo ne chantent pas l'une sur l'autre, mais sur des personnes différentes. Au fur et à mesure que la vidéo progresse, Rihanna est en bas, chantant les paroles de la chanson et Ne-Yo est dans un couloir. Il frappe à une porte, que sa petite amie ouvre, et il entre dans la pièce. Rihanna monte simultanément dans la voiture de son amant et ils se sourient. La vidéo se termine avec les scènes précédentes montrant Rihanna quittant sa chambre d'hôtel. Un critique de MTV UK a commenté : « Après 'Shut Up and Drive', la jeune fille de 19 ans devient encore plus torride dans cette vidéo, se tortillant sur un lit en sous-vêtements et en perles. »
Une version éditée de la vidéo a été produite pour la version Spanglish de la chanson, dans laquelle les scènes de Ne-Yo sont coupées et remplacées par des scènes mettant en scène David Bisbal. La version Spanglish de la vidéo montre Bisbal regardant les scènes de Rihanna sur un film projeté pendant qu'il chante les paroles de la chanson.